# Pila de combustible alcalina

Diagrama d'una pila de combustible alcalina:1. Hidrogen2. Flux d'electrons
3. Carrega4. Oxigen5. Càtode
6. Electròlit7. Ànode8. Aigua
9. Ions hidròxid

La pila de combustible alcalina (AFC), també coneguda com a pila de combustible Bacon pel seu inventor britànic, Francis Thomas Bacon, és una de les tecnologies de piles de combustible més desenvolupades. Les piles de combustible alcalines consumeixen hidrogen i oxigen pur per produir aigua potable, calor i electricitat. Es troben entre les piles de combustible més eficients, amb el potencial d'arribar al 70%.
La NASA ha utilitzat piles de combustible alcalines des de mitjans de la dècada de 1960, a les missions de la sèrie Apollo i al transbordador espacial.

## Reaccions mitges
La pila de combustible produeix energia mitjançant una reacció redox entre l'hidrogen i l'oxigen. A l'ànode, l'hidrogen s'oxida segons la reacció:
{\displaystyle \mathrm {H} _{2}+\mathrm {2OH} ^{-}\longrightarrow \mathrm {2H} _{2}\mathrm {O} +\mathrm {2e} ^{-}}
produir aigua i alliberar electrons. Els electrons flueixen a través d'un circuit extern i tornen al càtode, reduint l'oxigen en la reacció:
{\displaystyle \mathrm {O} _{2}+\mathrm {2H} _{2}\mathrm {O} +\mathrm {4e} ^{-}\longrightarrow \mathrm {4OH} ^{-}}
produint ions hidròxid. La reacció neta consumeix una molècula d'oxigen i dues molècules d'hidrogen en la producció de dues molècules d'aigua. L'electricitat i la calor es formen com a subproductes d'aquesta reacció.

## Electròlit
Els dos elèctrodes estan separats per una matriu porosa saturada amb una solució alcalina aquosa, com l'hidròxid de potassi (KOH). Les solucions alcalines aquoses no rebutgen el diòxid de carboni (CO2), de manera que la pila de combustible es pot "enverinar" mitjançant la conversió de KOH en carbonat de potassi (K2CO3). A causa d'això, les piles de combustible alcalines funcionen normalment amb oxigen pur, o almenys amb aire purificat i incorporarien un "depurador" al disseny per netejar la major quantitat de diòxid de carboni possible. Com que els requisits de generació i emmagatzematge d'oxigen fan que els AFC d'oxigen pur siguin cars, hi ha poques empreses que es dediquen al desenvolupament actiu de la tecnologia. Tanmateix, hi ha un cert debat a la comunitat investigadora sobre si l'enverinament és permanent o reversible. Els principals mecanismes d'intoxicació són el bloqueig dels porus del càtode amb K2CO3, que no és reversible, i la reducció de la conductivitat iònica de l'electròlit, que pot ser reversible tornant el KOH a la seva concentració original. Un mètode alternatiu consisteix simplement en substituir el KOH que retorna la cel·la a la seva sortida original.
Quan el diòxid de carboni reacciona amb l'electròlit es formen carbonats. Els carbonats podrien precipitar-se als porus dels elèctrodes que eventualment els bloquegen. S'ha trobat que els AFC que operen a temperatura més alta no mostren una reducció del rendiment, mentre que a la temperatura ambient, s'ha demostrat una caiguda significativa del rendiment. Es creu que la intoxicació per carbonats a temperatura ambient és el resultat de la baixa solubilitat del K2CO3 al voltant de la temperatura ambient, la qual cosa condueix a la precipitació de K2CO3 que bloqueja els porus de l'elèctrode. A més, aquests precipitants disminueixen gradualment la hidrofobicitat de la capa de suport de l'elèctrode, provocant una degradació estructural i una inundació d'elèctrodes.
{\displaystyle \mathrm {CO} _{2}+\mathrm {2KOH} \longrightarrow \mathrm {K} _{2}\mathrm {CO} _{3}+\mathrm {H} _{2}\mathrm {O} }
D'altra banda, els ions hidròxid que porten càrrega a l'electròlit poden reaccionar amb el diòxid de carboni de l'oxidació del combustible orgànic (és a dir, metanol, àcid fòrmic) o l'aire per formar espècies de carbonat.
{\displaystyle \mathrm {2OH} ^{-}+\mathrm {CO} _{2}\longrightarrow \mathrm {CO} _{3}^{2-}+\mathrm {H} _{2}\mathrm {O} }
La formació de carbonats esgota els ions hidròxid de l'electròlit, la qual cosa redueix la conductivitat de l'electròlit i, en conseqüència, el rendiment de la cèl·lula. A més d'aquests efectes a granel, l'efecte sobre la gestió de l'aigua a causa d'un canvi en la pressió de vapor i/o un canvi en el volum d'electròlits també pot ser perjudicial.

## Avantatges respecte a les piles de combustible àcides
Les piles de combustible alcalines funcionen entre la temperatura ambient i els 90 °C amb una eficiència elèctrica superior a les piles de combustible amb electròlit àcid, com ara les piles de combustible de membrana d'intercanvi de protons (PEMFC), les piles de combustible d'òxid sòlid i les piles de combustible d'àcid fosfòric. A causa de la química alcalina, la cinètica de la reacció de reducció d'oxigen (ORR) al càtode és molt més fàcil que a les cèl·lules àcides, permetent l'ús de metalls no nobles, com ara ferro, cobalt o níquel, a l'ànode (on s'oxida el combustible); i catalitzadors més barats com ara ftalocianines de plata o ferro al càtode, a causa dels baixos sobrepotencials associats amb reaccions electroquímiques a pH alt.